# الرجل الإلكتروني (مجلة)
مجلة الرجل الإلكتروني هي مجلة لبنانية أسبوعية تصدر كل يوم جمعة عن دار ميوزيك. وتُوزَّعها في العالم العربي مؤسسة النحاس لتوزيع ونشر المطبوعات ببيروت، رئيس التحرير: سهام محاسب التي تكتب المقدمة في بداية كل عدد.
تبلغ صفحات الكرتون 36 من بين 42 صفحة أبيض وأسود ما عدا الغلافان فهما ملونان. خلت المجلة في الأعداد الأولى من مشاركات الأصدقاء. قطع المجلة 28×21 سم، وتعتمد المجلة على الإعلانات. ثمن النسخة في لبنان عام 1975م هو 200 قرشاً لبنانيَّاً، وليس هناك إشارة إلى ثمن البيع في مصر، وهناك إشارات إلى عناوين قصص العدد على الغلاف.